# Rio Boca (Siret)
O Rio Boca é um rio da Romênia afluente do Rio Siret, localizado no distrito de Iaşi.